# Topologie forte
Soit E  un espace vectoriel normé (réel ou complexe).
La topologie forte sur E est la topologie dont une base est l'ensemble des boules ouvertes : un ouvert de E est une réunion quelconque de boules ouvertes. C'est donc la topologie « naturelle » associée à la norme sur E.
Lorsque E est de dimension finie, il n'existe qu'une topologie forte sur cet espace ; en effet, dans ce cas, toutes les normes sur E  sont équivalentes.
Lorsque E est le dual topologique d'un espace vectoriel normé, la topologie forte sur ce dual est celle associée à la norme des formes linéaires continues. Cette définition se généralise au dual topologique d'un espace vectoriel topologique non normé, mais la topologie forte n'est alors plus associée à une norme : voir § « Topologie faible-* du dual » de l'article « Topologie faible ».